# 亞歷山德魯弗拉胡策鄉 (瓦斯盧伊縣)
46°25′N 27°38′E / 46.417°N 27.633°E
亞歷山德魯弗拉胡策鄉（羅馬尼亞語：Comuna Alexandru Vlahuță, Vaslui），是羅馬尼亞的鄉份，位於該國東北部，由瓦斯盧伊縣負責管轄，面積60平方公里，海拔高度127米，2007年人口1,502，人口密度每平方公里25人。